# アクセル・エンガンド
アクセル・エンガンド（Axel Ngando 、1993年7月13日 - ）は、フランス・オー＝ド＝セーヌ県アニエール＝シュル＝セーヌ出身のプロサッカー選手。グルノーブル・フット38所属。ポジションはミッドフィールダー。

## 経歴

### クラブ
ユヴェントスカップでのプレー振りがスカウトの目にとまり、パリ・サンジェルマンFCのユースチームに入団。2年間プレイした後、スタッド・レンヌのユースチームに移籍。
その後、ユヴェントスFCが5年契約での獲得を打診したがこれを拒否、レンヌと練習生契約を結んだ。2012年4月に初めてプロ契約を結んだ。
2012-13シーズン中、フレデリック・アントネッティ監督によってトップチームに引き上げられた、2月2日、リーグ・アンのFCロリアン戦で、試合後90分にロマン・アレッサンドリーニに代わって途中出場、トップデビューを果たした。
2013-14シーズン中、AJオセールにレンタル移。2014-15シーズン当初は出番が無く、出場機会を求め2015年1月12日にアンジェSCOにレンタル移籍。レンタル終了後レンヌに一旦復帰し、8月31日にSCバスティアに3年契約で完全移籍した。

### 代表
年代別のフランス代表歴がある。2013年、トルコで開催されたU-20ワールドカップに参加した。

## 人物
カメルーンにルーツを持つ。叔父に元カメルーン代表サッカー選手のパトリック・エムボマがいる。